# یانوس ساینوویچ

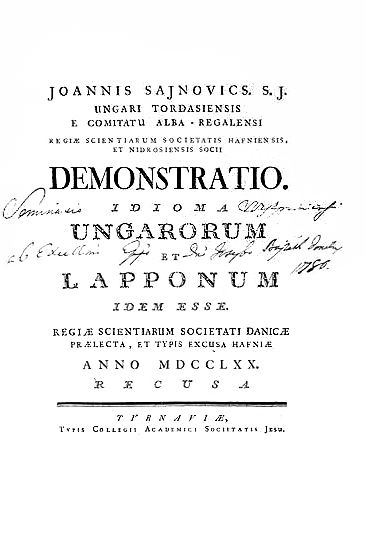
جلد کتاب اثبات اینکه زبان مجارها و لاپ‌ها یکی است

یانوس ساینوویچ (انگلیسی: János Sajnovics با نام کامل یانوس ساینوویچ از تورداش و کالوز; ۱۲ مهٔ ۱۷۳۳ – ۴ مهٔ ۱۷۸۵) انسان‌شناس، اخترشناس، ریاضی‌دان، و زبان‌شناس مجارها و اهل مجارستان بود. او عضو فرقه یسوعی‌ها بود. او بیشتر به خاطر کارهای پیشگامانه‌اش در زبان‌شناسی تطبیقی، به ویژه اثبات سیستماتیک رابطه زبانی بین زبان‌های سامی (اورالی) و زبان مجاری شناخته می‌شود.

## زندگینامه
ساینوویچ در تورداش، مجارستان متولد شد. او شاگرد اخترشناس و ریاضی‌دان ماکسیمیلیان هل بود.
هنگامی که هل در ژوئن ۱۷۶۹ سفری را برای مشاهده گذر زهره در شهر وردو، در نروژ شمالی برنامه‌ریزی کرد، ساینویچ را با خود برد. هل شنیده بود که زبان‌های مجاری و لاپ (سامی) با هم مرتبط هستند و فکر می‌کرد که ساینویچ، به عنوان یک گویشور بومی مجارستانی، می‌تواند این ارتباط را بررسی کند.
ساینوویچ نتایج تحقیقات خود را در کتاب خود اثبات اینکه زبان مجارها و لاپ‌ها یکی است (Demonstratio idioma Hungarorum et Lapporum idem esse، ۱۷۷۰) منتشر کرد، که به عنوان پیشرفتی در مطالعه زبان‌های اورالی تلقی شد. ایده های او بعدها توسط ساموئل گیارماتی توسعه یافت. او و هل در سال ۱۷۹۰ به عنوان اعضای آکادمی سلطنتی علوم و ادبیات دانمارک انتخاب شدند.
ساینوویچ در سن ۵۱ سالگی در پشت مجارستان درگذشت.